# イーウクィ (キーウ州)
イーウクィ（ウクライナ語：І́вки；意訳：「小柳」）は、ウクライナのキーウ州オブーヒウ地区にある村。面積は約0.8km²（2005年）。人口は215人（2005年）。